# Dancing with the Stars

Logo programu

Dancing with the Stars – międzynarodowy format telewizyjny typu celebrity talent show, oparty na licencji brytyjskiej stacji BBC Worldwide. Zadebiutował w maju 2004 na kanale BBC One jako Strictly Come Dancing.
W programie rywalizują pary taneczne złożone ze znanej osobistości i profesjonalnego tancerza, które w kolejnych odcinkach prezentują układ choreograficzny do tańców z grupy tańców towarzyskich, tj. tańców standardowych (walc angielski, tango, walc wiedeński, fokstrot, quickstep) i latynoamerykańskich (samba, cha-cha, rumba, paso doble, jive). Występy oceniane są przez kilkuosobową komisję jurorską (w której skład zazwyczaj wchodzą zawodowi sędziowie tańca i osobowości medialne niezwiąze z tańcem sportowym) i telewidzów, którzy poprzez głosowanie telefoniczne (w niektórych krajach: także internetowego) przyznają głosy faworytom. W każdym odcinku para z najniższą liczbą punktów w głosowaniu odpada z konkursu. W ostatnim odcinku o zwycięstwo rywalizują dwie lub trzy pary (w zależności od lokalnego regulaminu).

Mapa uwzględniająca kraje z licencją na lokalną wersję programu Dancing with the Stars (stan na 2007)

Pierwszą telewizją, która wykupiła licencję na realizację lokalnej wersji programu, był australijski nadawca Seven Network, który w 2004 wyprodukował pierwszą australijską edycję Dancing with the Stars. Prawo do realizacji krajowej wersji programu ma łącznie 50 państw: Albania, Argentyna, Armenia, Austria, Belgia, Brazylia, Bułgaria, Chile, Chińska Republika Ludowa, Chorwacja, Czechy, Dania, Estonia, Finlandia, Francja, Grecja, Gruzja, Hiszpania, Holandia, Indie, Indonezja, Irlandia, Izrael, Japonia, Kambodża, Kazachstan, Korea Południowa, Kostaryka, Liban, Łotwa, Macedonia, Niemcy, Norwegia, Nowa Zelandia, Pakistan, Panama, Peru, Polska, Portugalia, Południowa Afryka, Rumunia, Rosja, Serbia, Słowacja, Słowenia, Szwecja, Stany Zjednoczone, Tajlandia, Turcja, Ukraina, Węgry, Wietnam oraz Włochy.
Największą popularność i zainteresowanie formatem notuje się na lata 2006–2007, kiedy to program znalazł się wśród dziesięciu najpopularniejszych programów w 17 krajach. W 2010 program został wpisany do Księgi Rekordów Guinnessa jako „najpopularniejszy telewizyjny format reality show na świecie”.

## Lokalne wersje programuDancing with the Stars
| Kraj              | Nazwa (stacja TV)                                           | Zwycięzcy | Jurorzy | Prowadzący |
| ----------------- | ----------------------------------------------------------- | --- | --- | --- |
| Albania Kosowo    | Dancing with the Stars (Vizion Plus)                        | Edycja 1, 2010: Oni Pustina i Linda Poda Edycja 2, 2011: Enver Petrovci i Loreta Bala Edycja 3, 2012: Elvana Gjata i Gerdi Vaso Edycja 4, 2013: Lori Hoxha i Dion Gjinika Edycja 5, 2014: Tuna i Simone Pigliacelli Edycja 6, 2015: Dorina Mema i Besi Edycja 7, 2018: Soni Malaj i Dion Gjinika Edycja 8, 2022–2023: Sara Hoxha i Luixhino Hala Edycja 9, 2023: Enxhi Nasufi i Silvester Shuta | Obecnie Valbona Selimllari (8–) Ilir Shaqiri (1–7, 9–) Lori Bala (9–) Olta Gixhari (9–) Poprzednie edycje Arian Çani (1–2) Iva Tiço (1–4) Alfred Kaçinari (3–7) Ema Andrea (4–7) Milaim Zeka (5) Armand Peza (8) Dalina Buzi (8) Kledi Kadiu (8) | Obecnie Bora Zemani (8–) Eno Popi (8–) Dawniej: Alketa Vejsiu (1) Genti Zotaj (1) Ermal Mamaqi (2-3) Amarda Toska (2–3, 5–6) Jonida Maliqi (4) Armina Mevlani (4) Drini Zeqo (5) Almeda Abazi (7)                                                            |
| Argentyna         | Bailando por un sueno (El Trece)                            | Edycja 1, 2006: Carmen Barbieri i Cristian Ponce Edycja 2, 2006: Florencia De La V i Manuel Rodríguez Edycja 3, 2006: Carla Conte i Guillermo Conforte Edycja 4, 2007: Celina Rucci i Matías Sayago Edycja 5, 2008: Carolina Ardohain i Nicolas Armenghol Edycja 6, 2010: Celina Rucci i Matías Sayago Edycja 7, 2011: Fabio i Mariana Conci Edycja 8, 2012: Hernán Piquín i Noelia Pompa Edycja 9, 2014: Anita Martínez i Bicho Gómez Edycja 10, 2015: Federico Bal i Laura Fernández Edycja 11, 2016: Pedro Alfonso i Florencia Vigna Edycja 12, 2017: Florencia Vigna i Gonzalo Gerber Edycja 13, 2018: Julián Serrano i Sofía Morandi Edycja 14, 2019: Nicolás Occhiato i Florencia Jazmín Peña Edycja 15, 2020–2021: Noelia Marzol i Jonathan Lazarte Edycja 16, 2023: Fiorella Acosta i Sandro Leone | Ángel de Brito (10–) Carolina Ardohain (10–12, 14) Jimena Barón (15–) Hernán Piquín (15–) Dawniej: Zulma Faiad (1-2) Laura Fidalgo (1-2) Jorge Lafauci (1-5) Reina Reech (1,3,6) Carmen Barbieri (2, 5-8) Moria Casán (3–12) Graciela Alfano (4,6-7) Gerardo Sofovich (4-5) Ricardo Fort (6) Aníbal Pachano (6-8) Flavio Mendoza (7-8) Antonio Gasalla (8) Nacha Guevara (9-10) Soledad Silveyra (9-11) Laura Fernández (13) Marcelo Polino (7–14) Florencia Peña (13–14) | Marcelo Tinelli |
| Armenia           | Parahandes (Shant TV)                                       | Edycja 1, 2011: Emma Manukyan i Armen Edycja 2, 2012: Janna Hovakimyan i Petros Edycja 3, 2013: Sandukht Matevosyan i Harut Edycja 4, 2014: Gevorg Harutyunyan i Shushan Edycja 5, 2014-2015: ??? | Varduhi Aleksanyan (1–5) Gagik Karapetyan (1–5) Rudolf Kharatyan (1) Levon Vermishyan (1) Hrach Badalyan (2) Gevorg Markosyan (2-3, 5) Kristine Hovakimyan (3-4) Sergey Danielyan (3–5) | |
| Australia         | Dancing with the Stars (Seven)                              | Edycja 1, 2004: Bec Cartwright i Michael Miziner Edycja 2, 2005: Tom Williams i Kym Johnson Edycja 3, 2005: Ada Nicodemou i Aric Yegudkin Edycja 4, 2006: Grant Denyer i Amanda Garner Edycja 5, 2006: Anthony Koutoufides i Natalie Lowe Edycja 6, 2007: Kate Ceberano i John-Paul Collins Edycja 7, 2007: Bridie Carter i Craig Monley Edycja 8, 2008: Luke Jacobz i Luda Kroiter Edycja 9, 2009: Adam Brand i Jade Hatcher Edycja 10, 2010: Rob Palmer i Alana Patienc Edycja 11, 2011: Manu Feildel i Alana Patience Edycja 12, 2012: Johnny Ruffo i Luda Kroitor Edycja 13, 2013: Cosentino i Jessica Raffa Edycja 14, 2014: David Rodan i Melanie Hooper Edycja 15, 2015: Emma Freedman i Aric Yegudkin Edycja 16, 2019: Samuel Johnson i Jorja Freeman Edycja 17, 2020: Celia Pacquola i Jarryd Byrne Edycja 18, 2021: Luke Jacobz i Jorja Freeman Edycja 19, 2022: Grant Denyer i Lily Cornish Edycja 20, 2023: Phil Burton i Ash-Leigh Hunter | Todd McKenney (1–15, 18–) Mark Wilson (1–10, 18–) Craig Revel Horwood (16–17, 20–) Sharna Burgess (16–17, 20–) Dawniej: Helen Richey (1–15, 18–19) Paul Mercurio (1-7, 18–19) Joshua Horner (11-12) Adam Garcia (13-14) Kym Johnson (13–15) Tristan MacManus (16–17) | Sonia Kruger (1–11, 18–) Chris Brown (21–) Dawniej: Daniel MacPherson (8–14) Edwina Bartholomew (13–15) Grant Denyer (16–17) Amanda Keller (16–17) Daryl Somers (1–7, 18–20) Mel B (12)                                                                      |
| Austria           | Dancing Stars (ORF 1)                                       | Edycja 1, 2004: Marika Lichter i Andy Kainz Edycja 2, 2005: Manuel Ortega i Kelly Kainz Edycja 3, 2005: Klaus Eberhartinger i Kelly Kainz Edycja 4, 2006: Dorian Steidl i Nicole Kuntner Edycja 5, 2006: Claudia Reiterer i Andy Kainz Edycja 6, 2011: Astrid Wirtenberger i Balazs Ekker Edycja 7, 2012: Petra Frey i Vadim Garbuzov Edycja 8, 2013: Rainer Schönfelder i Manuela Stöckl Edycja 9, 2014: Roxanne Rapp i Vadim Garbuzov Edycja 10, 2016: Verena Scheitz i Florian Gschaider Edycja 11, 2017: Martin Ferdiny i Maria Santner Edycja 12, 2019: Elisabeth Görgl i Thomas Kraml Edycja 13, 2020: Michaela Kirchgasser i Vadim Garbuzov Season 14, 2021: Caroline Athanasiadis i Danilo Campisi Season 15, 2023: Missy May i Dimitar Stefanin | Nicole Burns-Hansen (1–) Balázs Ekker (7–) Karina Sarkissova (11–) Dirk Heidemann (11–) Dawniej: Thomas Schäfer-Elmayer (1-10) Hannes Nedbal (1-10) Dagmar Koller (1) Harald Serafin (2) Guggi Löwinger (3) Alfons Haider (4) Klaus Eberhartinger (5) | Mirjam Weichselbraun (1–) Klaus Eberhartinger (4, 6–) Dawniej: Alfons Haider (1-3) |
| Belgia            | Sterren op de Dansvloer (vtm)                               | Edycja 1, 2006: Dina Tersago i Wim Gevaert Edycja 2, 2007: Pieter Loridon i Daisy Croes Edycja 3, 2008: Antony Arandia i Leila Akcelik Edycja 4, 2009: Louis Talpe i Leila Akcelik Edycja 5, 2012: Kevin van der Perren i Charissa van Dipte | Davy Brocatus (1-5) Ronny Daelemans (1-5) Dina Tersago (5) Euvgenia Parakhina (5) Anouchka Balsing (1-4) Jan Geerts (1-4) | Francesca Vanthielen (1–) Kürt Rogiers (5–) Jacques Vermeire (1-4) |
| Belgia            | Dancing with the Stars (Vier)                               | Edycja 1, 2018: James Cooke i Björk Gunnarsdóttir Edycja 2, 2020: Julie Vermeire i Pasquale La Rocca Edycja 3, 2021: Nina Derwael i Simone Arena | Joanna Leunis (1–) Jan Kooijman (1–) Wim Vanlessen (3–) Joffrey Anane (3–) Dawniej: Michel Froget (1) Leah Thys (1) Sam Louwyck (2) Davy Brocatus (2) | Gert Verhulst (1–) Katrin Kerkhofs (2–) Dawniej: Jani Kazaltzis (1) |
| Brazylia          | Dança dos Famosos (Rede Globo)                              | Edycja 1, 2005: Karina Bacchi i Fabiano Vivas Edycja 2, 2006: Juliana Didone i Leandro Azevedo Edycja 3, 2006: Robson Caetano i Ivonete Liberatto Edycja 4, 2007: Rodrigo Hilbert i Priscila Amaral Edycja 5, 2008: Christiane Torloni i Álvaro Reis Edycja 6, 2009: Paola Oliveira i Átila Amaral Edycja 7, 2010: Fernanda Souza i Alexandre Porcel Edycja 8, 2011: Miguel Roncato i Ana Flavia Simoes Edycja 9, 2012: Rodrigo Simas i Raquel Guarini Edycja 10, 2013: Carol Castro i Leandro Azevedo Edycja 11, 2014: Marcello Melo Jr. i Raquel Guarini Edycja 12, 2015: Viviane Araújo i Marcelo Granjeiro Edycja 13, 2016: Felipe Simas i Carol Agnelo Edycja 14, 2017: Maria Joana i Reginaldo Sama Edycja 15, 2018: Léo Jaime i Larissa Parison Edycja 16, 2019: Kaysar Dadour i Mayara Araújo Edycja 17, 2020: Lucy Ramos i Reginaldo Sama Season 18, 2021: Paola Oliveira i Leandro Azevedo Season 19, 2022: Vitória Strada i Wagner Santos Season 20, 2023: Priscila Fantin i Rolon Hô | Ana Botafogo Carlinhos de Jesus Zebrina Dawniej: Co tydzień inny, pięcioosobowy skład | Luciano Huck (19) Dawniej: Adriana Collin (1-6) Talitha Morete (7) Cláudia Swarowsky (8-10) Carol Castro (11) Fausto Silva (1–18) |
| Brazylia          | Bailando por um Sonho (SBT)                                 | Edycja 1, 2006: Patricia Salvador i Leonardo | Carla Salvagni Ismael Guiser Jaime Arôxa Luciana Maradei | Cynthia Benini Silvio Santos |
| Bułgaria          | Dancing Stars (bTV)                                         | Edycja 1, 2008: Orlin Pawłow i Jana Akimowa Edycja 2, 2009: Bianka Panowa i Swietosław Wasiliew Edycja 3, 2024: Nedelia Sztonowa i Atanas Meseczkow | Galena Welikowa (1, 3–) Iliana Rajewa (2–) Francisca Jordanowa-Papkala (3–) Tomas Papkala (3–) Dawniej: Galena Welikowa (1) Władimir Bożiłow (1) Neszka Robewa (1) Marija Gigowa (2) Pambus Agapiu (2) Wiera Marinowa (2) | Aleksandra Rajewa (3–) Krasimir Radkow (3–) Stanisława Ganczewa (3-) Dawniej: Radost Draganowa (1) Todor Kolew (1) Elena Petrowa (2) Dimityr Pawłow (2) |
| Bułgaria          | Dancing Stars (Nova)                                        | Edycja 1, 2013: Angeł Kowaczew i Dorina Stojanowa Edycja 2, 2014: Ałbena Denkowa i Kałojan Iwanow | Ałfredo Tores (1–2) Galena Welikowa (1–2) Iliana Rajewa (1–2) Kalin Syrmenow (1) Christo Mutafcziew (2) | Aleksandra Sarczadżijewa (1–2) Krasimir Rankov (1) Nikol Stankułowa (1) Kalin Sarmenow (2) Magi Jeliaskowa (2) |
| Chile             | El Baile en TVN (TVN)                                       | Edycja 1, 2006: Juvenal Olmos i Claudia Miranda Edycja 2, 2007: Cristian Arriagada i Paz Bustos Edycja 3, 2007: Francisco Reyes i Irene Bustamante Edycja 4, 2008: Fernando Godoy i Paz Bustos | Sergio Valero (1-4) Sara Nieto (1-2) Mey Santamaría (1) William Geisse (1-3) Claudia Miranda (2,4) Georgette Farías (3-4) Jose Luis Tejo (3-4) | Rafael Araneda (1-4) Karen Doggenweiler (1-4) |
| Chiny             | 舞动奇迹 (Hunan TV/TVB)                                     | Edycja 1, 2007: Li Yuchun Edycja 2, 2008: Su Xin i Zhang Jie Edycja 3, 2011: Jin Cheng i Li Nuoyi | Yang Yang (1-3) Zhou Zhikun (1-3) Sheng Peiyi (1-3) | Yang Lele (3) He Jiong (3) |
| Chorwacja         | Ples sa zvijezdama (HRT)                                    | Edycja 1, 2006: Zrinka Cvitešić i Nicolas Quesnoit Edycja 2, 2007: Luka Nižetić i Mirjana Žutić Edycja 3, 2008: Mario Valentić i Ana Herceg Edycja 4, 2009: Franka Batelić i Ištvan Varga Edycja 5, 2010: Nera Stipičević i Damir Horvatinčić Edycja 6, 2011: Marko Tolja i Ana Herceg Edycja 7, 2012: Barbara Radulović i Robert Schubert Edycja 8, 2013: Mislav Čavajda i Petra Jeričević | Dinko Bogdanić (1–8) Elio Bašan (1-8) Milka Babović (1-8) Davor Bilman (1-8) | Barbara Kolar (1-8) Duško Čurlić (1-8) |
| Chorwacja         | Ples sa zvijezdama (Nova TV)                                | Edycja 1, 2019: Slavko Sobin i Gabriela Pilić Edycja 2, 2022: Pedro Soltz i Valentina Walme Edycja 3, 2023: Marco Cuccurin i Paula Tonković | Dinko Bogdanić (1) Tamara Despot (1) Nicolas Quesnoit (1) Almira Osmanović (1) Dawniej: Tamara Despot (1) Nicolas Quesnoit (1) Almira Osmanović (1) | Igor Mešin (2–3) Tamara Loos (3) Dawniej: Mia Kovačić (1) Janko Popović Volarić (1) Maja Šuput (2) |
| Czechy            | StarDance (ČT)                                              | Edycja 1, 2006: Roman Vojtek i Kristýna Coufalová Edycja 2, 2007: Aleš Valenta i Iva Langerová Edycja 3, 2008: Dana Batulková i Jan Onder Edycja 4, 2010: Pavel Kříž i Alice Stodůlková Edycja 5, 2012: Kateřina Baďurová i Jan Onder Edycja 6, 2013: Anna Polívková i Michal Kurtiš Edycja 7, 2015: Marie Doležalová i Marek Zelinka Edycja 8, 2016: Zdeněk Piškula i Veronika Lálová Edycja 9, 2018: Jiří Dvořák i Lenka Nora Návorková Edycja 10, 2019: Veronika Khek Kubařová i Dominik Vodička Edycja 11, 2021: Jan Cina i Adriana Mašková Edycja 12, 2023: Darija Pavlovičová i Dominik Vodička | Zdeněk Chlopčík (1–) Tatiana Drexler (2–) Richard Genzer (10–) Dawniej: Eva Bartuňková (1-5) Michael Kocáb (1) Vlastimil Harapes (1) Mahulena Bočanová (2) Richard Hes (2) Leona Kvasnicová (3) Jaroslav Kuneš (3) Petra Tirpák Kostovčíková (4) Petr Zuska (4) Jan Révai (5–8) Radek Balaš (6–9) Jan Tománek (10–11) | Tereza Kostková (1–) Marek Eben (1–) |
| Dania             | Vild med dans (TV2)                                         | Edycja 1, 2005: Mia Lyhne i Thomas Evers Poulse Edycja 2, 2005: David Owe i Vickie Jo Ringgaard Edycja 3, 2006: Christina Roslyng i Steen Lund Edycja 4, 2007: Robert Hansen i Marianne Eihilt Edycja 5, 2008: Joachim Olsen i Marianne Eihilt Edycja 6, 2009: Casper Elgaard i Vickie Jo Ringaard Edycja 7, 2010: Cecilie Hother i Mads Vad Edycja 8, 2011: Sophie Fjellvang-Sølling i Silas Holst Edycja 9, 2012: Joakim Ingversen i Claudia Rex Edycja 10, 2013: Mie Skov i Mads Vad Edycja 11, 2014: Sara Maria Franch-Mærkedahl i Silas Holst Edycja 12, 2015: Ena Spottag i Thomas Evers Poulsen Edycja 13, 2016: Sarah Mahfoud i Morten Kjeldgaard Edycja 14, 2017: Sofie Lassen-Kahlke i Michael Olesen Edycja 15, 2018: Simon Stenspil i Asta Bjórk Ivarsdottir Edycja 16, 2019: Jakob Fauerby i Silas Holst Edycja 17, 2020: Merete Mærkedahl i Thomas Evers Poulsen Edycja 18, 2021: Jimilian i Asta Björk Ivarsdottir Edycja 19, 2022: Caspar Phillipson i Malene Østergaard Edycja 20, 2023: Kasper Fisker i Karina Frimodt | Anne Laxholm (1–) Nikolaj Hübbe (8–) Marianne Eihilt (16–) Sonny Fredie Pedersen (19–) Dawniej: Jens Werner (1–19) Britt Bendixen (1–15) Kim Dahl (1) Thomas Evers Poulsen (2) Allan Tornsberg (3-7) | Martin Johannes Larsen (19–) Dawniej: Peter Hansen (1-2) Andrea Elisabeth Rudolph (1-2, 4-6) Claus Elming (3–14) Christine Lorentzen (3) Christiane Schaumburg-Müller (7–9, 15–18) Sarah Grünewald (10–20)                                                   |
| Estonia           | Tantsud tähtedega (Kanal 2)                                 | Edycja 1, 2006: Mikk Saar i Olga Kosmina Edycja 2, 2007: Koit Toome i Kerttu Tänav Edycja 3, 2008: Argo Ader i Helena Liiv Edycja 4, 2010: Liina Vahter i Mairold Millert Edycja 5, 2011: Jan Uuspõld i Aleksandra Žeregelja | Merle Klandorf (1-5) Jüri Nael (1-2, 4-5) Ants Tael (1-4) Kaie Kõrb (1-3) Riina Suhhotskaja (3) Märt Agu (3) | Mart Sander (1-5) Liina Randpere (5) Kristiina Heinmets-Aigro (1) Merle Liivak (2) Gerli Padar (3) Kaisa Oja (4) |
| Estonia           | Tantsud tähtedega (TV3)                                     | Edycja 1, 2022: Ülle Lichtfeldt i Marko Mehine | Jüri Nael (1–) Helen Klandorf-Sadam (1–) Tanja Mihhailova-Saar (1–) Martin Parmas (1–) | Jüri Pootsmann (1–) Eda-Ines Etti (1–) |
| Finlandia         | Tanssii tähtien kanssa (MTV3)                               | Edycja 1, 2006: Tomi Metsäketo i Sanna Hirvaskari Edycja 2, 2007: Mari Pajalahti i Aleksi Seppänen Edycja 3, 2008: Maria Lund i Mikko Ahti Edycja 4, 2009: Satu Tuomisto i Janne Talasma Edycja 5, 2010: Antti Tuisku i Anna-Liisa Bergström Edycja 6, 2011: Viivi Pumpanen i Matti Puro Edycja 7, 2012: Krisse Salminen i Matti Puro Edycja 8, 2013: Raakel Lignell i Jani Rasimus Edycja 9, 2014: Pete Parkkonen i Katri Mäkinen Edycja 10, 2017: Anna-Maija Tuokko i Matti Puro Edycja 11, 2018: Edis Tatli i Katri Mäkinen Edycja 12, 2019: Christoffer Strandberg i Jutta Helenius Edycja 13, 2020: Virpi Sarasvuo i Sami Helenius Edycja 14, 2021: Ernest Lawson i Anniina Koivuniemi Edycja 15, 2022: Benjamin i Saana Akiola Edycja 16, 2023: Pernilla Böckerman i Anssi Heikkilä | Jukka Haapalainen (1–) Jorma Uotinen (1–) Helena Ahti-Hallberg (3-8, 10–) Dawniej: Merja Satulehto (1-2) Mikko Rasila (1-2) Johanna Rusanen (3) Susanna Rahkamo (4) Jone Nikula (5) Anna Abreu (6) Riku Nieminen (7) Jenni Paaskysaari (8) Krisse Salminen (9) Kiira Korpi (10) | Vappu Pimiä (4-6, 8–) Ernest Lawson (15) Dawniej: Marco Bjurström (1-4) Ella Kanninen (1-2, 7) Vanessa Kurri (3) Mikko Leppilampi (5–14) |
| Francja           | Danse avec les stars (TF1)                                  | Edycja 1, 2011: Matt Pokora i Katrina Patchett Edycja 2, 2011: Shy’m i Maxime Dereymez Edycja 3, 2012: Emmanuel Moire i Fauve Hautot Edycja 4, 2013: Alizée i Gregoire Lyonnet Edycja 5, 2014: Rayane Bensetti i Denica Ikonomowa Edycja 6, 2015: Loïc Nottet i Denica Ikonomowa Edycja 7, 2016: Laurent Maistret i Denica Ikonomowa Edycja 8, 2017: Agustín Galiana i Candice Pascal Edycja 9, 2018: Clément Rémiens i Denica Ikonomowa Edycja 10, 2019: Sami El Gueddari i Fauve Hautot Edycja 11, 2021: Tayc i Fauve Hautot Edycja 12, 2022: Billy Crawford i Fauve Hautot Edycja 13, 2024: Natasha St-Pier i Anthony Colette | Chris Marques (1–) Jean-Marc Généreux (1–10, 13–) Fauve Hautot (6–8, 13–) Mel Charlot (13–) Dawniej: Alessandra Martines (1-2) Shy’m (3-4, 9–) Marie-Claude Pietragalla (3–7) Matt Pokora (5) Patrick Dupond (9–10) Jean-Paul Gaultier (11) Denica Ikonomowa(11) François Alu (11–12) Bilal Hassani (12) Marie-Agnès Gillot (12) | Camille Combal (9–) Dawniej: Sandrine Quetier (1–8) Vincent Cerutti (1-5) Laurent Ournac (6–7) Karine Ferri (9–11) |
| Grecja            | Dancing with the Stars (ANT1)                               | Edycja 1, 2010: Errika Prezaraku i Todoris Panagakos Edycja 2, 2011: Argiris Aggelu i Emily Mateakaki Edycja 3, 2012: Ntoretta Papadimitriu i Paulos Manojannakis Edycja 4, 2013: Isaias Matiamba i Maria Antimisari Edycja 5, 2014: Morfula Ntona i Richard Szilagyi Edycja 6, 2018: Wangelis Kakuriotis i Nikoletta Mawridi | Aleksis Kostalas (1–6) Galena Welikowa-Chaina (1, 3–6) Janis Latsios (1–5) Fokas Evanggelinos (1-3) Errica Prezeraku (2) Katia Dandulaki (3–5) Lakis Gawalas (5) Eleonora Meleti (6) Jiorgos Liangas (6) | Zeta Makrupulia (1-3) Eleni Karpontini (1) Mairi Sinatsaki (2) Argiris Aggelu (3) Ntoretta Papadimitriu (4) Dukissa Nomiku (4–5) Kostas Martakis (5) Ewangelia Arawani (6) Sawas Pumburas (6)                                                                |
| Grecja            | Edycja 1, 2021–2022: Georgia Georgiou i Alexander Bachariev | Stefanos Dimulas (1) Marina Lampropulu (1) Elena Lizardu (1) Jason Roditis (1) | Vicky Kaya (1) | |
| Gruzja            | ცეკვავენ ვარსკვლავები (Imedi TV)                            | Edycja 1, 2012: Samori Balde i Lika Labadze Edycja 2, 2012: Ruska Makaszwili i Oto Poladaszwili Edycja 3, 2013: Keti Khatiaszwili i Giorgi Barbakadze Edycja 4, 2014: Mariam Kublaszwili i Victor Burchuladze Edycja 5, 2014: Zura Manjawidze i Mzia Orwelaszwili Edycja 6, 2016: Stanislaw Bondarenko i Nike Keszwelawa Edycja 7, 2017: Giorgi Bachutaszwili i Juliana Bargnari Edycja 8, 2018: Amiko Czocharadze i Juliana Bargnari Edycja 9, 2020: Anka Wasadze i Oto Foladaszwili Edycja 10, 2021: Salome Pażawa i Rati Gaczecziladze Edycja 11, 2022–2023: Babi Kirkitadze i Erekle Girgwliani | Gocza Czertkojew (1–) Sofo Szewardnadze (3–) Nino Suchiszwili (1,3,5–) Dawniej: Levan Uchaneiszwili (1) Nino Ananiaszwili (1) Nanuka Żorżoliani (1-2) Ia Parulava (2) Marina Beridze (2) Rati Citeladze (2) Otar Tatiszwili (3) Nikolaj Ciskaridze (3) Inga Grigoriewa (4) Lewan Tuladze (4) | Ruska Makaszwili (1) Tiko Saduniszwili (2) Nanka Kalatoziszwili (3–6) Duta Sxirtladze (3–5) Giorgi Yifshidze (4) Manika Asatiani |
| Hiszpania         | ¡Mira quién baila! (La 1)                                   | Edycja 1, 2005: Claudia Molina Edycja 2, 2006: David Civera Edycja 3, 2006: Rosa López Edycja 4, 2006: Estela Giménez Edycja 5, 2007: Manolo Sarriá Edycja 6, 2007: Nani Gaitán Edycja 7, 2009: Manuel Bandera Edycja 8, 2014: Miguel Abellán | Joana Subirana (1-7) Teté Delgado (1-3, 5) Javier Castillo (1-5) Fernando Romay (2-3) Rosario Pardo (4) César Cadaval (6) Boris Izaguirre (6-7) Aída Gómez (6-7) El Sevilla (8) Noemí Galera (8) Norma Duval (8) Ángel Corella (8) | Anne Igartiburu (1-7) Jaime Cantizano (8) |
| Hiszpania         | ¡Más que baile! (Telecinco)                                 | Edycja 8, 2010: Belén Esteban | Joana Subirana Boris Izaguirre Aída Gómez Victor Ullate Roche Santi Rodríguez | Pilar Rubio |
| Holandia          | Dancing with the Stars (RTL 4)                              | Edycja 1, 2005: Jim Bakkum i Julie Fryer Edycja 2, 2006: Barbara de Loor i Marcus van Teijlingen Edycja 3, 2007: Helga van Leur i Marcus van Teijlingen Edycja 4, 2009: Jamai Loman i Gwyneth van Rijn Edycja 5, 2019: Samantha Steenwijk i Marcus van Teijlingen | Cor van de Stroet (1–3) Marcel Bake (1–3) Monique van Opstal (1–3) Jan Postulart (1–4) Julie Fryer (4) Louis van Amstel (5–) Irene Moors (5–) Jewgenia Parachina (5–) Dan Karaty (5–) | Ron Brandsteder (1–3) Sylvana Simons (1–3) Beau van Erven Dorens (4) Lieke van Lexmond (4) Tijl Beckand (5–) Chantal Janzen (5–) |
| Holandia          | Strictly Come Dancing (AVRO)                                | Edycja 1, 2012: Mark van Eeuwen i Jessica Maybury | Ruud Vermeij Jewgenia Parachina Dario Gargiulo | Reinout Oerlemans Kim-Lian van der Meij |
| Indie             | Jhalak dikhhla jaa (SET)                                    | Edycja 1, 2006: Mona Singh i Toby Edycja 2, 2007: Prachi Desai i Deepak Singh Edycja 3, 2009: Baichung Bhutia i Sonia Zaffer Edycja 4, 2010: Meiyang Chаng i Marischa Fernandes Edycja 5, 2012: Gurmeet Choudhary i Shampa Sonthalia Edycja 6, 2013: Drashti Dhami i Salman Yusuff Khan Edycja 7, 2014: Ashish Sharma i Shampa Sonthalia Edycja 8, 2015: Faizal Khan i Vaishnavi Edycja 9, 2016: Teriya Magar i Aryan Patra | Farah Khan (1) Sanjay Leela Bhansali (1) Shilpa Shetty (1) Urmila Matondkar (2) Jeetendra (2) Shiamak Dawar (2) Saroj Khan (3,5) Vaibhavi Merchant (3) Juhi Chawla (3) Malaika Arora Khan (4, 8) Madhuri Dixit (4–7) Remo D’Souza (4, 6–7) Karan Johar (5–9) Maksim Czmerkowski (7) Shahid Kapoor (8) Lauren Gottlieb (8) Jacqueline Fernandez (8) Ganesh Hegde (8–9) | Archana Puran Singh (1) Parmeet Sethi (1) Mona Singh (2, 4) Rohit Roy (3) Shweta Tiwari (2) Rohit Roy (3) Shiv Pandit (3) Sumeet Raghavan (4) Jay Bhanushali (5) Manish Paul (5–9) Kapil Sharma (6) Drashti Dhami (7, odc. 1-3) Ranvir Shorey (7, od odc. 4) |
| Indonezja         | Dancing with the Stars Indonesia (Indosiar)                 | Edycja 1, 2011: Fadli i Trisna Edycja 2, 2011: Lucky Widja i Sri | | Choky Sitohang Fenita Arie |
| Irlandia          | Dancing with the Stars (RTÉ One)                            | Edycja 1, 2017: Aidan O’Mahony i Valeria Milova Edycja 2, 2018: Jake Carter i Karen Byrne Edycja 3, 2019: Mairéad Ronan i John Nolan Edycja 4, 2020: Lottie Ryan i Pasquale La Rocca Edycja 5, 2022: Nina Carberry i Pasquale La Rocca Edycja 6, 2023: Carl Mullan i Emily Barker Edycja 7, 2024: Jason Smyth i Karen Byrne | Loraine Barry (1–) Brian Redmond (1–) Arthur Gourounlian (5–) Dawniej: Julian Benson (1–4) | Jennifer Zamparelli (3–) Doireann Garrihy (6–) Dawniej: Amanda Byram (1–2) Nicky Byrne (1–5) |
| Islandia          | Allir geta dansað (Stöð 2)                                  | Edycja 1, 2018: Jóhanna Guðrún Jónsdóttir i Maksim Pietrow | Selma Björnsdóttir Karen Björk Reeve Jóhann Gunnar Arnarsson | Eva Laufey Kjaran Hermannsdóttir Sigrún Ósk Kristjánsdóttir |
| Izrael            | Rokdim im kochawim (Channel 2)                              | Edycja 1, 2005: Eliana Bakeer i Oron Dahan Edycja 2, 2006: Guy Arieli i Masha Troyanski Edycja 3, 2007: Rodrigo Gonzales i Naama Tavori Edycja 4, 2008: Galit Giat i Kiril Sivolapov Edycja 5, 2009: Michael Lewis i Ana Aharonov Edycja 6, 2010-11: Szlomi Koriat i Hadas Fisher Edycja 7, 2012: Asaf Hertz i Masha Troyansky | Eli Mizrahi (1–7) Gavri Levi (1-2, 4-5) Dana Parnes (5) Amir Fay Guttman (5) Claude Dadia (1-4, 6) Gaby Aldor (1-2) Sally-Anne Friedland (3) Josi Yungman (3) Ilanit Tadmor (4) Hanna Laslo (6) Uri Paster (7) Michal Amdurski (7) | Avi Kushnir (1-6) Hila Nahshon (1-6) Guy Zu-Aretz (7) Yarden Harel (7) |
| Izrael            | Rokdim im kochawim (Channel 12)                             | Edycja 1, 2022: Alex Shatilov i Nina Solovyov Edycja 2, 2023: Adi Havshush i Artem Liaskovski/Matanel Konevsky | Eli Mizrahi (1–) Ana Aharonov (1–) Rona-Lee Shimon (1–) David Dvir (1–) | Asi Azar (2–) Dawniej: Lucy Ayoub (1–2) |
| Korea Południowa  | Dancing with the Stars (MBC)                                | Edycja 1, 2011: Moon Hee-joon i Ahn Hye-sang Edycja 2, 2012: Choi Yeo-jin i Park Ji-woo Edycja 3, 2013: Fei i Kim Soo-ro | Kim Ju-won (1–3) Nam Kyeong-ju (1) Hwang Sun-woo (1) Song Seung-hwan (2) Alex Kim (2–3) Park Sang-won (3) | Lee Deok-hwa (1–3) Lee So-ra (1) Kim Gyu-ri (2–3) |
| Liban             | رقص النجوم (Murr TV)                                        | Edycja 1, 2012: Naya i Abdo Dalloul Edycja 2, 2013-14: Daniella Rahme i Raed Mourad Edycja 3, 2015: Anthony Touma i Chloé Hourani Edycja 4, 2017: Badih Abou Chacra i Sandra Abbas | Mazen Kiwan (1-2) Mira Samaha (1-2) Rabih Nahas (1-2) Darren Bennett (1-2) | Carla Haddad (1-2) Wissam Breidi (1-2) |
| Litwa             | Šok su manimi (TV3)                                         | Edycja 1, 2009: Šorena Džaniašvili i Deividas Meškauskas Edycja 2, 2010: Donny Montell i Katerina Voropaj Edycja 3, 2011–2012: Dominykas Vaitiekūnas i Justina Žemaitytė Edycja 4, 2012–2013: Mindaugas Rainys i Milana Jašinskytė-Pankevičienė Edycja 5, 2014–2015: Martynas Kavaliauskas i Renata Gramauskaitė | | |
| Litwa             | Šok su žvaigžde (LRT)                                       | Edycja 1, 2019: Paula Valentaitė i Gedvinas Meškauskas Edycja 2, 2020: Kristina Radžiukynaitė i Justas Girdvainis Edycja 3, 2021: Paulina Taujanskaitė i Rolandas Beržinis | | Vytautas Rumšas Gabrielė Martirosian |
| Łotwa             | Dejo ar zvaigzni! (TV3 Latvia)                              | Edycja 1, 2007: Lauris Reiniks i Aleksandra Kurusova Edycja 2, 2008: Raivis Vidzis i Viola Abramova Edycja 3, 2010: Ainārs Ančevskis i Ieva Kemlere Edycja 4, 2015: Liene Greifāne i Viktors Haritonovs Edycja 5, 2022: Maksims Busels i Jelizaveta Manija | Iļja Vlasenko (5–) Marta Kalēja-Irbe (5–) Jānis Purviņš (5–) Dawniej: Co tydzień inny trzy- lub czteroosobowy skład | Martiņš Spuris (5–) Arvis Zēmanis (5–) Dawniej: Valters Krauze (1–4) Iveta Feldmane (1-3) Jana Duļevska (4) |
| Macedonia         | Tanc so zvezdite (MRT 1)                                    | Edycja 1, 2013: Atanas Nikołowski i Jovana Wasilewa Edycja 2, 2014: Natasa Iliewska i Daniel Kimowski | | Toni Michajłowski (1) Marijana Stanojkowska (1) |
| Meksyk            | México Baila (TV Azteca)                                    | Edycja 1, 2013: Niurka Marcos i Juventino Mendoza | Ema Pulido (1) Bibi Gaytan (1) Matilde Obregon (1) | Rafael Araneda (1) Raquel Bigorra (1) |
| Mjanma            | Dancing with the Stars Myanmar (MRTV-4)                     | Edycja 1, 2019–2020: Nant Chit Nadi Zaw i Tae Min | Ian Jimmy Ko Ko Khine Lay | Kaung Htet Zaw La Won Htet |
| Nepal             | Dancing with the Stars Nepal (Himalaya TV)                  | Edycja 1, 2020: Sumi Moktan i Biju Parki (Subiju) Edycja 2, 2022: Chhiring Sherpa i Saroj Rana Praja | Gauri Malla Renasha Rai Rana Dilip Rayamajhi | Suman Karki Sadikshya Shrestha |
| Niemcy            | Let’s Dance (RTL)                                           | Edycja 1, 2006: Wayne Carpendale i Isabel Edvardsson Edycja 2, 2007: Susan Sideropoulos i Christian Polanc Edycja 3, 2010: Sophia Thomalla i Massimo Sinato Edycja 4, 2011: Maite Kelly i Christian Polanc Edycja 5, 2012: Magdalena Brzeska i Erich Klann Edycja 6, 2013: Manuel Cortez i Melissa Ortiz-Gomez Edycja 7, 2014: Alexander Klaws i Isabel Edvardsson Edycja 8, 2015: Hans Sarpei i Kathrin Menzinger Edycja 9, 2016: Victoria Swarovski i Erich Klann Edycja 10, 2017: Gil Ofarim i Jekaterina Leonowa Edycja 11, 2018: Ingolf Lück i Jekaterina Leonowa Edycja 12, 2019: Pascal Hens i Jekaterina Leonowa Edycja 13, 2020: Lili Paul-Roncalli i Massimo Sinato Edycja 14, 2021: Rúrik Gíslason i Renata Lusin Edycja 15, 2022: René Casselly i Kathrin Menzinger Edycja 16, 2023: Anna Ermakova i Valentin Lusin Edycja 17, 2024: Gabriel Kelly i Malika Dzumaev | Joachim Llambi (1–) Motsi Mabuse (4–) Jorge Gonzales (6–) Dawniej: Michael Hull (1-2) Markus Schöffel (1-2) Katharina Witt (1) Ute Lemper (2) Isabel Edvardsson (3) Peter Kraus (3) Harald Glööcker (3) Roman Frieling (4-5) Maite Kelly (5) | Daniel Hartwich (3–) Victoria Swarovski (11–) Dawniej: Hape Kerkeling (1-2) Nazan Eckes (1-3) Sylvie van der Vaart (4–10) |
| Norwegia          | Skal vi danse? (TV2)                                        | Edycja 1, 2006: Katrine Moholt i Bjørn Wettre Holthe Edycja 2, 2006: Kristian Ødegård i Alexandra Kakurina Edycja 3, 2007: Tshawe Baqwa i Maria Sandvik Edycja 4, 2008: Lene Alexandra Øien i Tom Erik Nilsen Edycja 5, 2009: Carsten Skjelbreid i Elena Bokorewa Wiulsrud Edycja 6, 2010: Åsleik Engmark i Nadia Chamicka Edycja 7, 2011: Atle Pettersen i Marianne Sandaker Edycja 8, 2012: Hanne Sørvaag i Egor Filipenko Edycja 9, 2013: Eirik Søfteland i Nadia Chamicka Edycja 10, 2014: Agnete Kristin Johnsen i Egor Filipenko Edycja 11, 2015: Adelén i Benjamin Jayakoddy Edycja 12, 2016: Eilev Bjerkerud i Nadia Chamicka Edycja 13, 2017: Helene Olafsen i Jørgen Nilsen Edycja 14, 2018: Einar Nilsson i Anette Stokke Edycja 15, 2019: Aleksander Hetland i Nadia Chamicka Edycja 16, 2020: Andreas Solberg Wahl i Mai Mentzoni Edycja 17, 2021: Simon Nitsche i Helene Spilling Edycja 18, 2022: Cengiz Al i Rikke Lund Edycja 19, 2023: Alexandra Joner i Ole Thomas Hansen | Trine Dehli Cleve (1–) Merete Lingjærde (11–) Morten Hegseth (17–) Dawniej: Anita Langset (1) Trond Harr (1-3) Tor Fløysvik (1-9) Cecilie Brinck Rygel (2) Christer Tornell (3-9) Alexandra Kakurina (4) Karianne Stensen Gulliksen (5-9) Toni Ferraz (10) Gyda Bloch Thorsen (10) | Anders Hoff (13–) Helene Olafsen (18–) Dawniej: Tommy Steine (1-2) Guri Solberg (1-4, 9) Kristian Ødegård (3-6) Pia Lykke (5) Marthe Sveberg Bjørstad (6) Yngvar Numme (7) Katrine Moholt (7-8, 10–) Carsten Skjelbreid (8-9)                                |
| Nowa Zelandia     | Dancing with the Stars (TVNZ)                               | Edycja 1, 2005: Norm Hewitt i Carol-Ann Hickmore Edycja 2, 2006: Lorraine Downes i Aaron Gilmore Edycja 3, 2007: Suzanne Paul i Stefano Olivieri Edycja 4, 2008: Temepara George i Stefano Olivieri Edycja 5, 2009: Tamati Coffey i Samantha Hitchcock | Alison Leonard (1-5) Brendan Cole (1-5) Craig Revel Horwood (3-5) Paul Mercurio (1-2, 4-5) Donna Dawson (1) Carol-Ann Hickmore (2-3) | Jason Gunn (1-5) Candy Lane (1-5) |
| Nowa Zelandia     | Dancing with the Stars (TV3)                                | Edycja 1, 2015: Simon Barnett i Vanessa Cole Edycja 2, 2018: Sam Hayes i Aaron Gilmore Edycja 3, 2019: Manu Vatuvei i Loryn Reynolds Edycja 4, 2022: Jazz Thornton i Brad Coleman | Stefano Olivieri (1) Candy Lane (1) Hayley Holt (1) Julz Tocker (2–3) Rachel White (2–3) Camilla Sacre-Dallerup (2–4) Elektra Shock (4) Lance Savali (4) | Dominic Bowden (1) Sharyn Casey (1–4) Dai Henwood (2–3) Clint Randell (4) |
| Panama            | Dancing with the Stars Panamá (TVN)                         | Edycja 1, 2012: Michael Vega i Johan Pérez Edycja 2, 2013: Jimmy Bad Boy i Ilda Mason | Moyra Brunette (1-2) David Martínez (1-2) Yilca Arosemena Espino (1-2) | Blanca Herrera (1-2) Iván Donoso (1-2) |
| Polska            | Taniec z gwiazdami (TVN)                                    | Edycja 1, 2005: Olivier Janiak i Kamila Kajak Edycja 2, 2005: Katarzyna Cichopek i Marcin Hakiel Edycja 3, 2006: Rafał Mroczek i Aneta Piotrowska Edycja 4, 2006: Kinga Rusin i Stefano Terrazzino Edycja 5, 2007:, 2007: Krzysztof Tyniec i Kamila Kajak Edycja 6, 2007: Anna Guzik i Łukasz Czarnecki Edycja 7, 2008: Magdalena Walach i Cezary Olszewski Edycja 8, 2008: Agata Kulesza i Stefano Terrazzino Edycja 9, 2009: Dorota Gardias i Andrej Mosejcuk Edycja 10, 2009: Anna Mucha i Rafał Maserak Edycja 11, 2010: Julia Kamińska i Rafał Maserak Edycja 12, 2010: Monika Pyrek i Robert Rowiński Edycja 13, 2011: Kacper Kuszewski i Anna Głogowska | Iwona Pavlović (1-13) Piotr Galiński (1-13) Janusz Józefowicz (13) Jolanta Fraszyńska (13) Zbigniew Wodecki (1-12) Beata Tyszkiewicz (1-12) | Natasza Urbańska (13) Piotr Gąsowski (6-13) Katarzyna Skrzynecka (2-12) Magda Mołek (1) Hubert Urbański (1–5) |
| Polska            | Dancing with the Stars. Taniec z gwiazdami (Polsat)         | Edycja 1, 2014: Aneta Zając i Stefano Terrazzino Edycja 2, 2014: Agnieszka Sienkiewicz i Stefano Terrazzino Edycja 3, 2015: Krzysztof Wieszczek i Agnieszka Kaczorowska Edycja 4, 2015: Ewelina Lisowska i Tomasz Barański Edycja 5, 2016: Anna Karczmarczyk i Jacek Jeschke Edycja 6, 2016: Robert Wabich i Hanna Żudziewicz Edycja 7, 2017: Natalia Szroeder i Jan Kliment Edycja 8, 2018: Beata Tadla i Jan Kliment Edycja 9, 2019: Joanna Mazur i Jan Kliment Edycja 10, 2019: Damian Kordas i Janja Lesar Edycja 11: 2020: Edyta Zając i Michał Bartkiewicz Edycja 12, 2021: Piotr Mróz i Hanna Żudziewicz Edycja 13, 2022: Ilona Krawczyńska i Robert Rowiński Edycja 14, 2024: Anita Sokołowska i Jacek Jeschke Edycja 15, 2024:Vanessa Aleksander i Michał Bartkiewicz Edycja 16, 2025: Maria Jeleniewska i Jacek Jeschke | Iwona Pavlović (1–) Rafał Maserak (14–) Tomasz Wygoda (14–) Ewa Kasprzyk(14–) Dawniej: Beata Tyszkiewicz (1–6) Ola Jordan (7–8) Michał Malitowski (1–13) Andrzej Grabowski(1–13) Andrzej Piaseczny (12–13) | Krzysztof Ibisz (1–) Paulina Sykut-Jeżyna (5–) Dawniej: Anna Głogowska (1–4) Izabela Janachowska (12-13) |
| Portugalia        | Dança Comigo (RTP1)                                         | Edycja 1, 2006: Daniela Ruah Edycja 2, 2006: Sónia Araújo Edycja 3, 2007: Luciana Abreu Edycja 4, 2008: Vítor Fonseca | João Baião (1-4) Marco de Camilis (1-4) São josé Lapa (1-3) Rita Blanco (4) | Catarina Furtado (1, 4) Silvia Alberto (1-3) |
| Portugalia        | Dança com as Estrelas (TVI)                                 | Edycja 1, 2013: Sara Matos i André Edycja 2, 2014: Lourenço Ortigão i Mónica Edycja 3, 2015: Sara Prata i Marco Edycja 4, 2018–2019:José Condessa i Ana Cardoso | Vítor Fonseca (1–) Alberto Rodrigues (1–) Alexandra Lencastre (1–) Duarte Vieira (4–) | Pedro Teixeira (3–) Rita Pereira (4–) Dawniej: Cristina Ferreira (1–3) |
| Rosja             | Tancy so zwiozdami (Russia-1)                               | Edycja 1, 2005: Maria Sittel i Władisław Borodinov Edycja 2, 2006: Anna Snatkina i Euvgeni Grigorow Edycja 3, 2008: Daria Sagalova i Anton Kowalew Edycja 4, 2009: Julija Sawiczewa i Eugeni Papunaiszwili Edycja 5, 2010: Anastasia Stocka i Aleksiej Ledeniew Edycja 6, 2011: Tatiana Bułanowa i Dimitryj Łaszenko Edycja 7, 2012: Glukoza i Euvgeni Papunaiszwili Edycja 8, 2013: Jelena Podkamińska i Andriej Karpow Edycja 9, 2015: Irina Pegova i Andriej Kozłowskij Edycja 10, 2016: Aleksandra Ursuliak i Denis Taginciew Edycja 11, 2020: Iwan Stebunow i Inna Swiecznikowa Edycja 12, 2021: Siergiej Łazariew i Jekaterina Osipowa Edycja 13, 2022: Alexandra Rewienko i Denis Tagincew | Irina Winer (1) Walentin Gniewszew (1) Władimir Andrukin (1-3) Stanisław Popow (1-6) Nicolaj Ciskaridze (2–8, 10–13) Ałła Sigałowa (2-6) Egor Druginin (6–10, 11–13) Anastasia Wołoczkowa (7) Jelena Czajkowska (7–10) Oleg Menszikow (8–10) Władimir Iwanow (8–10) | Anastasia Zaworotnuk (1-3) Jurij Nikołajew (1-3) Daria Spirodonowa (4–10) Maksim Gałkin (4–10) Garik Martirosian (10) Andriej Małachow (11–13) |
| RPA               | Strictly Come Dancing (SABC 2/SABC3)                        | Edycja 1, 2006: Zuraida Jardine i Michael Wentink Edycja 2, 2006: Riann Venter i Hayley Hammond Edycja 3, 2007: Hip Hop Pantsula i Hayley Bennett Edycja 4, 2008: Emmanuel Castis i Lindsey Muckle Edycja 5, 2008: Rob van Vuuren i Mary Martin Edycja 6, 2013: Zakeeya Patel i Ryan Hammond Edycja 7, 2014: Jonathan Boynton-Lee i Hayley Bennett Edycja 8, 2015: Karlien van Jaarsveld i Devon Snell | Dave Campbell (1-5) Salome Sechele (1-5) Lilian Phororo (1-5) Tyrone Watkins (1-5) Michael Wentink (6–8) Tebogo Kgobokoe (6–8) Samantha Peo (6–8) | Ian von Memerty (1-5) Sandy Ngema (1-5) Marc Lottering (6–8) Pabi Moloi (6–8) |
| RPA               | Dancing with the Stars (M-Net)                              | Edycja 1, 2018: Connell Cruise i Marcella Solimeo | Tebogo Kgobokoe Bryan Watson Debbie Turner Jason Gikison | Tracey Lange Chris Jaftha |
| Rumunia           | Dansez pentru tine (Pro TV)                                 | Edycja 1, 2006: Andra i Florin Birică Edycja 2, 2006: Victor Slav i Carmen Stepan Edycja 3, 2007: Cosmin Stan i Doina Ocu Edycja 4, 2007: Alex Velea i Cristina Stoicescu Edycja 5, 2008: Andreea Bălan i Petrișor Ruge Edycja 6, 2008: Giulia Anghelescu i Andrei Ștefan Edycja 7, 2009: Monica Irimia i Darius Belu Edycja 8, 2009: Jean de la Krajowa i Sandra Neacșu Edycja 9, 2010: Cătălin Moroșanu i Magda Ciorobea Edycja 10, 2010: Octavian Strunilă i Ella Dumitru Edycja 11, 2011: Corina Bud i Eduard Ionuț Vasile Edycja 12, 2011: Jojo i Ionuț Tănase Edycja 13, 2012: Roxana Ionescu i George Boghian Edycja 14, 2013: Ilinca Vandici i Răzvan Marton | Mariana Bitang Octavian Bellu Willmark Rizzo Răzvan Mazilu Cornel Patrichi Emilia Popescu Mihai Petre Elwira Petre Beatrice Rancea Edi Stancu | Olivia Steer Ștefan Bănică Jr. (1-14) Iulia Vântur (3-14) |
| Rumunia           | Dansează printre stele (Antena 1)                           | Edycja 1, 2014: Alina Pușcaș i Bogdan Boantă | Mihai Petre Jojo Igor Munteanu | Horia Brenciu Lili Sandu Victor Slav |
| Rumunia           | Uite cine dansează! (Pro TV)                                | Edycja 1, 2017: Marius Manole i Olesea Nespeac-Micula | Andreea Marin Gigi Căciuleanu Mihai Petre Florin Călinescu | Mihaela Rădulescu Cabral Ibacka |
| Serbia            | Ples sa zvezdama (Prva)                                     | Edycja 1, 2014: Ivan Mihailović i Marija Martinović | Nikola Mandić Marija Prelević Aleksandar Josipović Konstantin Kostjukov | Irina Radović Aleksa Jelić |
| Słowacja          | Let’s Dance (Markíza)                                       | Edycja 1, 2006: Zuzana Fialová i Peter Modrovský Edycja 2, 2008: Michaela Čobejová i Tomáš Surovec Edycja 3, 2009: Juraj Mokrý i Katarina Štumpfová Edycja 4, 2010: Nela Pocisková i Peter Modrovský Edycja 5, 2011: Janka Hospodárová i Matej Chren Edycja 6, 2017: Vladimír Kobielsky i Dominika Chrapeková | Jozef Bednárik (1-5) Dagmar Hubová (1,3-4) Tatiana Drexler (2-4,6) Ján Ďurovčík (1-3,5–6) Zuzana Fialová (2,6) Eva Jágerská (1) Zdeněk Chlopčík (4-5) Dara Rolins (5) Petr Horáček (6) | Martin Rausch (1-4,6) Adela Banášová (1-2,4–6) Zuzana Fialová (3) Libor Bouček (5) |
| Słowenia          | Zvezde plešejo (POP TV)                                     | Edycja 1, 2017: Dejan Vunjak i Tadeja Pavlič Edycja 2, 2018: Natalija Gros i Miha Perat Edycja 3, 2019: Tanja Žagar i Arnej Ivkovič Edycja 4, 2020: Edycja zawieszona z powodu epidemii COVID-19 | Katarina Venturini Andrej Škufca Nika Urbas Ambrožič Lado Bizovičar | Peter Poles Tara Zupančič |
| Stany Zjednoczone | Dancing with the Stars (ABC)                                | Edycja 1, 2005: Kelly Monaco i Alec Mazo Edycja 2, 2006: Drew Lachey i Cheryl Burke Edycja 3, 2006: Emmitt Smith i Cheryl Burke Edycja 4, 2007: Apolo Anton Ohno i Julianne Hough Edycja 5, 2007: Hélio Castroneves i Julianne Hough Edycja 6, 2008: Kristi Yamaguchi i Mark Ballas Edycja 7, 2008: Brooke Burke i Derek Hough Edycja 8, 2009: Shawn Johnson i Mark Ballas Edycja 9, 2009: Donny Osmond i Kym Johnson Edycja 10, 2010: Nicole Scherzinger i Derek Hough Edycja 11, 2010: Jennifer Grey i Derek Hough Edycja 12, 2011: Hines Ward i Kym Johnson Edycja 13, 2011: J.R. Martinez i Karina Smirnoff Edycja 14, 2012: Donald Driver i Peta Murgatroyd Edycja 15, 2012: Melissa Rycroft i Tony Dovolani Edycja 16, 2013: Kellie Pickler i Derek Hough Edycja 17, 2013: Amber Riley i Derek Hough Edycja 18, 2014: Meryl Davis i Maksim Czmerkowskyj Edycja 19, 2014: Alfonso Ribeiro i Witney Carson Edycja 10, 2015: Rumer Willis i Wałentyn Czmerkowski Edycja 21, 2015: Bindi Irwin i Derek Hough Edycja 22, 2016: Nyle DiMarco i Peta Murgatroyd Edycja 23, 2016: Laurie Hernandez i Wałentyn Czmerkowski Edycja 24, 2017: Rashad Jennings i Emma Slater Edycja 25, 2017: Jordan Fisher i Lindsay Arnold Edycja 26, 2018: Adam Rippon i Jenna Johnson Edycja 27, 2018: Bobby Bones i Sharna Burgess Edycja 28, 2019: Hannah Brown i Alan Bersten Edycja 29, 2020: Kaitlyn Bristowe i Artem Chigvintsev Edycja 30, 2021: Iman Shumpert i Daniella Karagach Edycja 31, 2022: Charli D'Amelio i Mark Ballas Edycja 32, 2023: Xochitl Gomez i Val Chmerkovskiy | Carrie Ann Inaba (1–) Bruno Tonioli (1–) Derek Hough (29-) Dawniej: Len Goodman (10–20, 22–28) Julianne Hough (19–21, 23–24) | Alfonso Ribiero (31–) Julianne Hough (32–) Dawniej: Lisa Canning (1) Tom Bergeron (1–28) Samantha Harris (2-9) Brooke Burke Charvet (10-17) Erin Andrews (18–28) Tyra Banks (29–31)                                                                          |
| Stany Zjednoczone | Dancing with the Stars: Juniors (ABC)                       | Edycja 1, 2018: Sky Brown i JT Church | Adam Rippon Wałentyn Czmerkowski Mandy Moore | Jordan Fisher Frankie Muniz |
| Szwecja           | Let’s Dance (TV4)                                           | Edycja 1, 2006: Måns Zelmerlöw i Maria Karlsson Edycja 2, 2007: Martin Lidberg i Cecilia Erling Edycja 3, 2008: Tina Nordström i Tobias Karlsson Edycja 4, 2009: Magnus Samuelsson i Annika Sjöö Edycja 5, 2010: Mattias Andréasson i Cecilia Ehrling Edycja 6, 2011: Jessica Andersson i Kristjan Lootus Edycja 7, 2012: Anton Hysén i Sigrid Bernson Edycja 8, 2013: Markoolio i Cecilia Ehrling Edycja 9, 2014: Benjamin Ingrosso i Sigrid Bernson Edycja 10, 2015: Ingemar Stenmark i Cecilia Ehrling Edycja 11, 2016: Elisa Lindström i Yvo Essen Edycja 12, 2017: Jesper Blomqvist i Malin Watson Edycja 13, 2018: Jon Henrik Fjällgren i Katja Luján Engelholm Edycja 14, 2019: Kristin Kaspersen i Calle Sterner Edycja 15, 2020: John Lundvik i Linn Hegdal Edycja 16, 2021: Filip Lamprecht i Linn Hegdal Season 17, 2022: Eric Saade i Katja Lujan Engelholm Season 18, 2023: Hampus Hedström i Ines Maria Ștefănescu | Ann Wilson (1–18) Tony Irving (1–18) Dermot Clemenger (1–10, 15–18) Maria Öhrman (1-5) Isabel Edvardsson (6) Cecilia Lazar (11–14) | David Hellenius (1–18) Agneta Sjödin (1–2) Jessica Almenäs (3–11) Tilde de Paula (12–18) |
| Tajlandia         | Dancing with the Stars (BBTV, Channel 7)                    | Edycja 1, 2013: Timethai Plangsilp i Pinklao Nararuk | Tinakorn Asvarak Manaswee Kridtanukul Amon Chatpaisal | Morakot Kittisara Piyawat Khemthong Sornram Teppitak |
| Turcja            | Yok böyle dans (Show TV)                                    | Edycja 1, 2010: Azra Akın i Nikolay Monolov Edycja 2, 2011: Özge Ulusoy i Vitali Kozmin | Sait Sökmen (1-2) Tan Sağtürk (1-2) Acun Ilıcalı (2) Azra Akın (2) Lilia Bennett (1) Saba Tümer (1) | Acun Ilıcalı (1) Hanzade Ofluoğlu (1-2) Burcu Esmersoy (2) Cem Ceminay (2) |
| Ukraina           | Tanci z zirkamy (1+1)                                       | Edycja 1, 2006: Wołodymyr Zełeńskyj i Ołena Szoptenko Edycja 2, 2007: Lilia Podkopajewa i Serhij Kostećkij Edycja 3, 2008: Marcin Mroczek i Hanna Pełypenko Edycja 4, 2017: Natalija Mohyłewśka i Ihor Kuzmenko Edycja 5, 2018: Ihor Łastoczkin i Iłona Hwozdiowa Edycja 6, 2019: Ksenija Miszyna i Żenia Kot Edycja 7, 2020: Santa Dimopulos i Maksym Łeonow Edycja 8, 2021: Artur Lohai i Anna Karelina | Grygorij Czapkis (1–3, 6–8) Olena Koladenko (1-3) Oleksij Łytwynow (1-3) Kataryna Kuchar (4–8) Władysław Jama (4–8) Monatik (4–5) Francisco Gomez (6) | Jurij Horbunow (1–8) Tina Karol (1–3, 6–8) |
| Ukraina           | Tanci z zirkamy (STB)                                       | Edycja 1, 2011: Stas Szurins i Ołena Pul | Radu Poklitaru Tatiana Denisowa Yaakko Toyvonen Natalija Mohyłewśka | Irina Borisyuk Dmitryj Tankowicz |
| Węgry             | Szombat esti láz (RTL Klub)                                 | Edycja 1, 2005: Attila Czene i Petra Bánhidi Edycja 2, 2006: András Csonka i Andrea Keleti Edycja 3, 2008: Attila Katus i Andrea Molnár | Lujza Pálinkó (1–3) Marcell Zsámboki (1–3) György Böhm (1–3) Ilona Medveczky (2–3) | Nóra Ördög (1–3) Zsóka Kapócs (1) András Stohl (2) Zoltán Bereczki (3) |
| Węgry             | Szombat esti láz (RTL2)                                     | Edycja 1, 2013: Csaba Vastag i Tünde Mármarosi Edycja 2, 2014: Judit Rezes i György Lehoczky | Andrea Keleti Tamás Szirtes Cecília Esztergályos Ákos Tihanyi | András Csonka Lilu |
| Węgry             | Dancing with the Stars (TV2)                                | Edycja 1, 2020: Tímea Gelencsér i Bertalan Hegyes Edycja 2, 2021: Andi Tóth i Andrei Mangra Edycja 3, 2022: Adél Csobot i Bertalan Hegyes Edycja 4, 2023: Gábor Krausz i Anna Mikes | Nóra Ördög (1–) Vajk Szente (3–) Tamás Juronics (3–) Dawniej: Miklós Schiffer (1) Andrea Molnár (1–2) Gergely Csanád Kovács (1–2) Zoltán Bereczki (2–3) | Ramóna Lékai-Kiss András Stohl |
| Wielka Brytania   | Strictly Come Dancing (BBC One)                             | Edycja 1, 2004: Natasha Kaplinsky i Brendan Cole Edycja 2, 2004: Jill Halfpenny i Darren Bennett Edycja 3, 2005: Darren Gough i Lilija Kopyłowa Edycja 4, 2006: Mark Ramprakash i Karen Hardy Edycja 5, 2007: Alesha Dixon i Matthew Cutler Edycja 6, 2008: Tom Chambers i Camilla Dallerup Edycja 7, 2009: Chris Hollins i Aleksandra Jordan Edycja 8, 2010: Kara Tointon i Artem Czigwincew Edycja 9, 2011: Harry Judd i Aliona Vilani Edycja 10, 2012: Louis Smith i Flavia Cacace Edycja 11, 2013: Abbey Clancy i Aljaž Skorjanec Edycja 12, 2014: Caroline Flack i Pasza Kowaliew Edycja 13, 2015: Jay McGuiness i Aliona Vilani Edycja 14, 2015: Ore Oduba i Joanne Clifton Edycja 15, 2017: Joe McFadden i Katya Jones Edycja 16, 2018: Stacey Dooley i Kevin Clifton Edycja 17, 2019: Kelvin Fletcher i Oti Mabuse Edycja 18, 2020: Bill Bailey i Oti Mabuse Edycja 19, 2021: Rose Ayling-Ellis i Giovanni Pernice Edycja 20, 2022: Hamza Yassin i Jowita Przystał Edycja 21, 2023: Ellie Leach i Vito Coppola | Craig Revel Horwood (1–) Motsi Mabuse (17–) Shirley Ballas (15–) Anton du Beke (19–) Dawniej: Bruno Tonioli (1–17) Len Goodman (1-14) Arlene Phillips (1-6) Alesha Dixon (7-9) Darcey Bussell (10–16) | Tess Daly (1–) Claudia Winkleman (8–) Dawniej: Sir Bruce Forsyth (1-11) Natasha Kaplinsky (2) Ronnie Corbett (7) |
| Wietnam           | Bước nhảy hoàn vũ (VTV)                                     | Edycja 1, 2010: Ngô Thanh Vân i Tihomir Gavrilov Edycja 2, 2011: Vũ Thu Minh i Lachezar Todorov Edycja 3, 2012: Minh Hằng i Atanas Malamov Edycja 4, 2013: Yến Trang i Tihomir Gavrilov Edycja 5, 2014: Thu Thủy i Daniel Denev oraz Ngân Khánh i Kristian Yordanov Edycja 6, 2015: Ninh Dương Lan Ngọc i Daniel Nikolov Denev Edycja 7, 2016: S.T i Vyara | Khánh Thi (1–7) Chí Anh (1-3, 7) Nguyễn Quang Dũng (1-2) Lê Hoàng (1, 4) Trần Tiến (2) Đức Huy (2) Quốc Bảo (3) Hồ Hoài Anh (3) Trần Ly Ly (4–7) Minh Hằng (4–7) John Huy Trần (7) Hồng Việt (7) | Thanh Bạch (1-2, 6–7) Thanh Vân (1, 3) Đoan Trang (2) Nguyên Vũ (3) Đông Nhi (4) Lương Mạnh Hải (4) Nguyên Khang (5) Yến Trang (5) Mỹ Linh (6–7) |
| Włochy            | Ballando con le stelle (Rai 1)                              | Edycja 1, 2005: Hoara Borselli i Simone Di Pasquale Edycja 2, 2005: Cristina Chiabotto i Raimondo Todaro Edycja 3, 2006: Fiona May i Raimondo Todaro Edycja 4, 2007: Maria Elena Vandone i Samuel Peron Edycja 5, 2009: Emanuele Filiberto di Savoia i Natalia Titova Edycja 6, 2010: Veronica Olivier i Raimondo Todaro Edycja 7, 2011: Kaspar Capparoni i Yulia Musikhina Edycja 8, 2012: Andres Gil i Anastasia Kuzmina Edycja 9, 2013: Elisa Di Francesca i Raimondo Todaro Edycja 10, 2014: Giusy Versace i Raimondo Todaro Edycja 11, 2016: Iago García i Samanta Togni Edycja 12, 2017: Oney Tapia i Veera Kinnunen Edycja 13, 2018: Cesare Bocci i Alessandra Tripoli Edycja 14, 2019: Lasse Matberg i Sara Di Vaira Edycja 15, 2020: Gilles Rocca i Lucrezia Lando Edycja 16, 2021: Arisa i Vito Coppola Edycja 17, 2022: Luisella Costamagna i Pasquale La Rocca Edycja 18, 2023: Wanda Nara i Pasquale La Rocca | Guillermo Mariotto (1–) Ivan Zazzaroni (3, 5–) Carolyn Smith (4–) Fabio Canino (4–) Selvaggia Lucarelli (11–) Dawniej: Amanda Lear (1-2,4) Heather Parisi (1-2) Roberto Flemack (1-2) Lina Wertmüller (3) Espen Salberg (3) Lamberto Sposini (4-7) Rafael Amargo (9–10) | Milly Carlucci (1–) Paolo Belli (1–) Dawniej: Robozao (13) |